# Cheppy
Cheppy ist eine französische Gemeinde mit 155 Einwohnern (Stand: 1. Januar 2022) im Département Meuse in der Region Grand Est (vor 2016: Lothringen). Die Gemeinde gehört zum Arrondissement Verdun, zum Kanton Clermont-en-Argonne und zum Gemeindeverband Argonne-Meuse. 

## Geographie und Geschichte
Cheppy liegt etwa 33 Kilometer westnordwestlich von Verdun. Das Gemeindegebiet wird vom Flüsschen Buante durchquert.
Umgeben wird Cheppy von den Nachbargemeinden Charpentry im Nordwesten und Norden, Véry im Norden und Osten, Avocourt im Südosten, Vauquois im Süden, Boureuilles im Südwesten sowie Varennes-en-Argonne im Westen.
Erstmals urkundlich erwähnt wurde Cheppy als "Cispliaco", als in dem dort zu vermutenden karolingischen Königshof König Karl im Jahr 781 zu Besuch war (Regesta Imperii I, Nr. 246). Sein Sohn Kaiser Ludwig der Fromme urkundete hier "in Cispiaco Palatio" für das Kloster Stablo/Stavelot (Regesta Imperii I, Nr. 545). Weitere Urkunden wurden hier 822 und 878 ausgestellt (Reg. Imp. I, 763 + 2727f.). Die Herausgeber der "Regesta Imperii" wollten sich nicht festlegen, welcher Ort mit "cisp(l)iaco"  gemeint war, doch war sich schon der Historiker Halkin 1909 sicher, dass Cheppy der Aufenthaltsort der karolingischen Herrscher war (www.diplomata-belgica.be).  Auch in www.francia.ahlfeldt.se finden sich die oben genannten Urkunden bei Cheppy versammelt.

## Bevölkerungsentwicklung
| Jahr                       | 1962 | 1968 | 1975 | 1982 | 1990 | 1999 | 2006 | 2011 | 2019 |
| Einwohner                  | 180  | 179  | 157  | 152  | 141  | 131  | 128  | 125  | 156  |
| Quellen: Cassini und INSEE |      |      |      |      |      |      |      |      |      |

## Sehenswürdigkeiten
- Kirche Saint-Martin, 1928 auf dem Platz des früheren Schlosses wieder errichtet

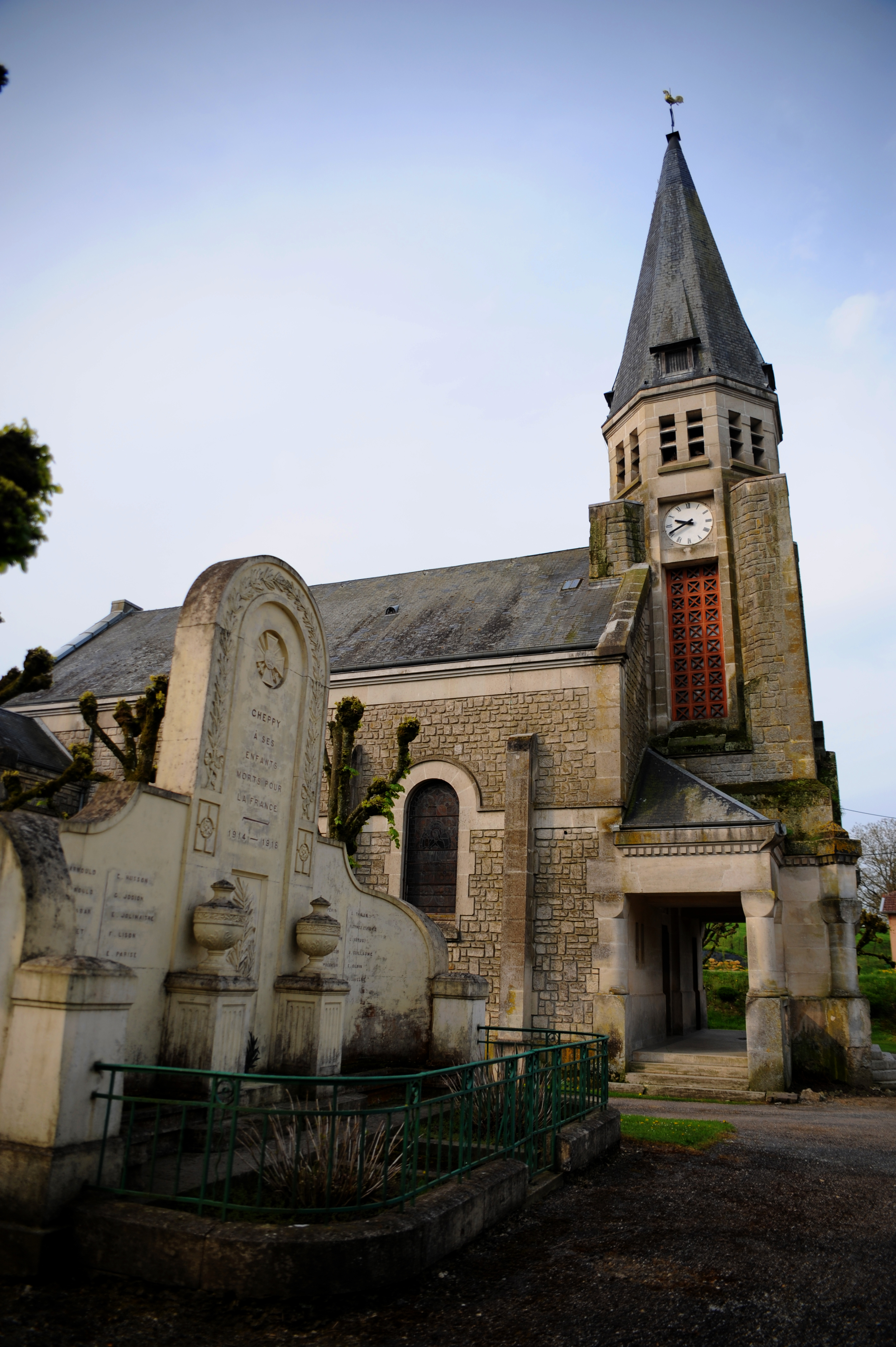
Kirche Saint-Martin

- Deutscher Soldatenfriedhof